# Cantone di Bourmont
Il Cantone di Bourmont era una divisione amministrativa dell'Arrondissement di Chaumont.
A seguito della riforma approvata con decreto del 17 febbraio 2014, che ha avuto attuazione dopo le elezioni dipartimentali del 2015, è stato soppresso.

## Composizione
Comprendeva 25 comuni:
- Bourg-Sainte-Marie
- Bourmont
- Brainville-sur-Meuse
- Champigneulles-en-Bassigny
- Chaumont-la-Ville
- Clinchamp
- Doncourt-sur-Meuse
- Germainvilliers
- Goncourt
- Graffigny-Chemin
- Hâcourt
- Harréville-les-Chanteurs
- Huilliécourt
- Illoud
- Levécourt
- Malaincourt-sur-Meuse
- Nijon
- Outremécourt
- Ozières
- Romain-sur-Meuse
- Saint-Thiébault
- Sommerécourt
- Soulaucourt-sur-Mouzon
- Vaudrecourt
- Vroncourt-la-Côte